# میسو (نوشیدنی)

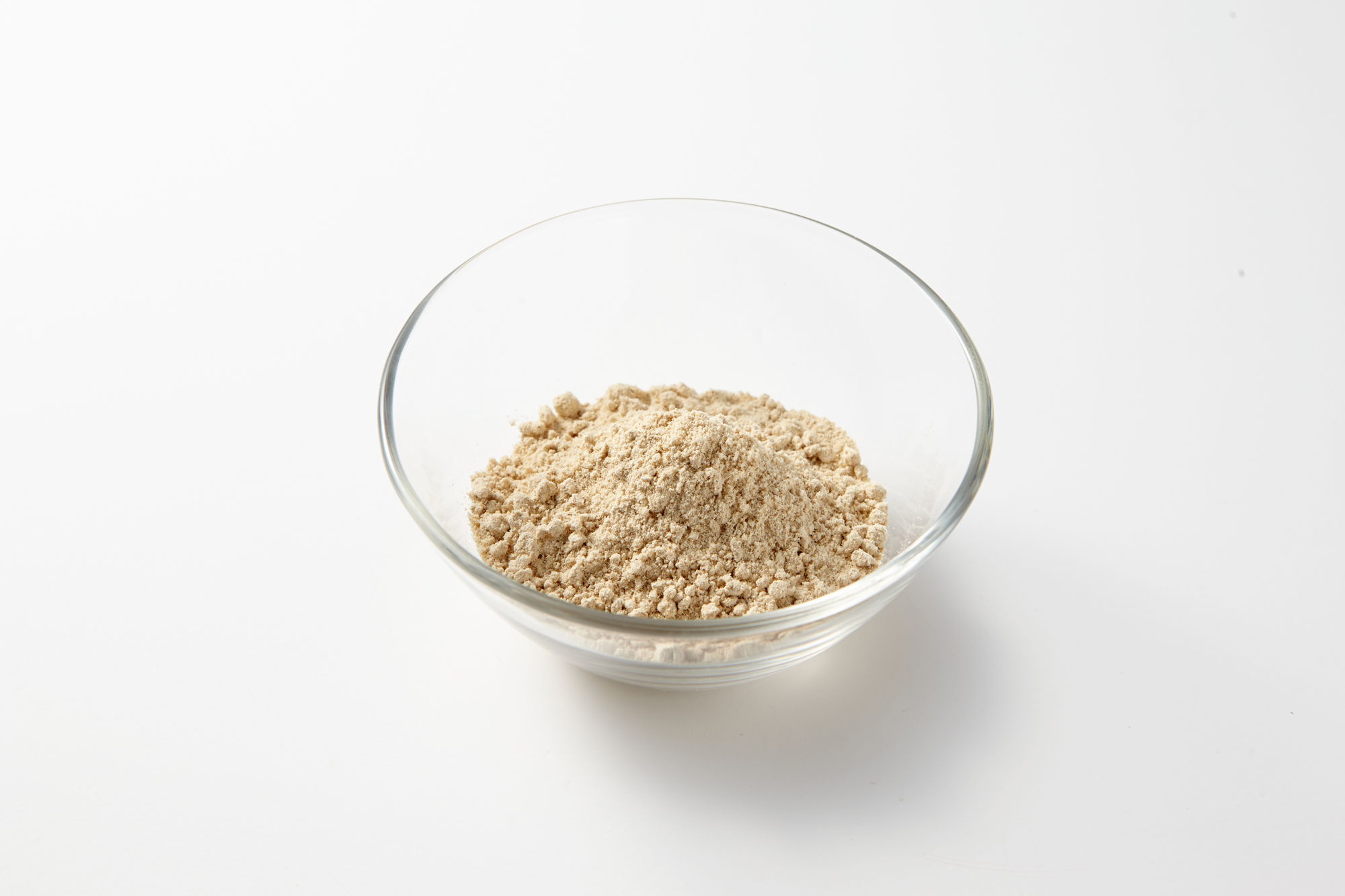

میسو (به کره‌ای: 미숫가루) (نویسه‌برگردانی:Misugaru) یک نوشیدنی کره‌ای سنتی‌ست که شامل ۷–۱۰ دانه پودرشده است. این نوشیدنی مغذی برای صبحانه یا به عنوان یک میان وعده سالم معمولاً در تابستان سرو می‌شود.
برای اولین بار در کتاب آشپزیی در دوره امپراتوری چوسان دستور ساخت این نوشیدنی ذکر شده‌است.

## مواد تشکیل دهنده
این نوشیدنی از برنج چسبناک و مواد تشکیل دهنده دیگر مانند جو, کار را اشک (yulmu), برنج Alda لوبیا لوبیا سیاه و سفید، ذرت، لوبیا, ارزن و کنجد تشکیل شده‌است.
این پودر معمولاً به آب یا شیر اضافه می‌شود و از شکر یا شیرعسلی یا شیر موز به عنوان شیرین کننده استفاده می‌کنند.

## خواص
بالا بودن پروتئین، ویتامین، کلسیم، منیزیم مولیبدن، فولات و سلنیوم از خصوصیات این نوشیدنی‌ست و همچنین به عنوان یک نوشیدنی کم کالری شناخته می‌شود.